# Йохан II фон Бронкхорст
Йохан II фон Бронкхорст (на немски: Johann II von Bronckhorst; * 1550; † 20 юни 1617) е граф на Бронкхорст-Батенбург-Гронсфелд и Лимбург
(1588 – 1617) и господар на Римбург и Хонепел, господар на Алпен.

## Произход
Той е вторият син на фрайхер Вилхелм фон Бронкхорст-Батенбург-Гронсфелд и Римбург цу Алпен († 1563) и съпругата му Агнес фон Биландт († 1615), дъщеря на Роелеман фон Биландт († 1556/1558) и Барбара фон Фирмонд († 1565). Внук е на фрайхер Йохан фон Бронкхорст († 1559) и правнук на фрайхер Дитрих фон Бронкхорст-Батенбург-Римбург и Гронсфелд († 1508).
По-големият му брат е граф Йодокус фон Бронкхорст-Гронсфелд и Лимбург († 1588/1589). Сестра му Теодора фон Бронкхорст († 1610) се омъжва за Дитрих Кетелер († пр. 1603).

## Фамилия
Йохан II фон Бронкхорст се жени 1596 г. за Сибила фон Еберщайн в Ной-Еберщайн († януари 1604), дъщеря на граф Филип II фон Еберщайн (1523 – 1589) и графиня Катарина фон Щолберг-Вертхайм († 1598), вдовица и наследничка на граф Михаел III фон Вертхайм (1529 – 1556), дъщеря на граф Лудвиг цу Щолберг и Валпурга Йохана фон Вид. Те имат децата:
- Гертруд фон Бронкхорст (* 17 май 1598; † пр. 1660)
- Йодокус/Йост Максимилиан фон Бронкхорст-Гронсфелд (* пр. 22 ноември 1598; † 24 септември 1662), граф (1617 – 1662), баварски генералфелдмаршал, женен на 14 април 1639 г. в Кьолн за Анна Кристина Харденрат (* 1615; † 29 януари 1692)
- Фелицитас фон Бронкхорст (* пр. 29 юли 1600; † сл. 1660)
- Ото Вилхелм фон Бронкхорст (* пр. 22 януари 1602; † 4/14 април 1651), фрайхер, женен за Сибила Оелерс († 13 януари 1655)
- Йохан Филип фон Бронкхорст (* пр. 14 януари 1604), фрайхер, женен за Маргарета Луиза фон Рикел-Фландеркен (* 5 януари 1595)